# Iglesia de Nuestra Señora de la Encarnación (Santa Fe)
La iglesia de Nuestra Señora de la Encarnación es una iglesia parroquial de la localidad española de Santa Fe, Granada.

## Historia
Se comenzó el 10 de febrero de 1774, donde antes se levantaba un pequeño templo que los Reyes Católicos habían construido y que fue derribado por un terremoto. El plano de la construcción lo realizó Ventura Rodríguez, aunque la obra fue encargada al arquitecto de la Real Academia de San Fernando, Domingo Loys de Monteagudo. Después de nueve años se finalizó la obra.

## Descripción
Es de estilo neoclásico. 
En la cornisa superior de la fachada de la iglesia se encuentra la cabeza, en piedra, del moro Tarfe recordando la leyenda del triunfo del Ave María, además de una placa de piedra recordando la firma de las Capitulaciones de Santa Fe la cual reza lo siguiente:

«En esta Ciudad se firmaron el 17 de abril de 1492 las Capitulaciones para el descubrimiento de América. El pueblo de Santa Fe para conmemorar aquel glorioso día mandó esculpir esta lápida que fue descubierta el 12 de octubre de 1924: fiesta de la Raza.»

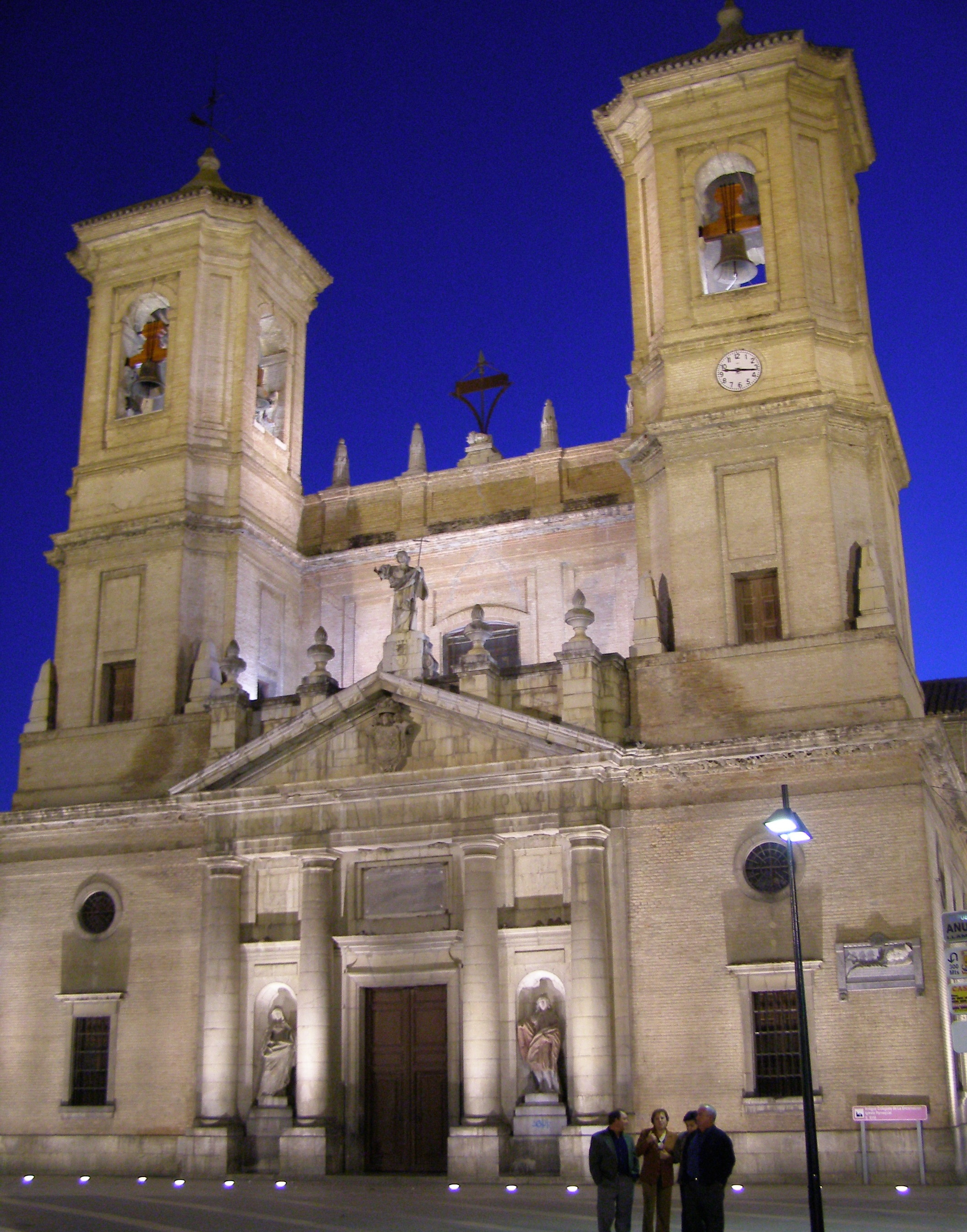
Fachada de la Iglesia de la Encarnación

Cuenta con varios detalles que hacen alusión al período fundacional de la ciudad como por ejemplo las dos estatuas que representan a los Reyes Católicos, Fernando e Isabel, que guardan la portada principal de la iglesia o la cabeza del moro Tarfe en recuerdo de la batalla entre este y Garcilaso de la Vega, que ganó este último en el campo de Santa Fe en la última fase de la Guerra de Granada.
En el interior cabe destacar cuatro camarines donde se encuentran cuatro imágenes de izquierda a derecha:
- San Agustín, patrón de la ciudad que procesiona el 28 de agosto en su onomástica.
- Nuestro Padre Jesús Nazareno, perteneciente a la hermandad homónima, popularmente conocida como "Los Gitanos", que procesiona el Martes Santo.
- Nuestro Padre Jesús Atado a la Columna, que procesiona el Sábado de Pasión.
- Nuestra Señora del Rosario de Fátima